# Nuoto ai campionati europei di nuoto 2024
Le gare di nuoto ai campionati europei di nuoto 2024 si sono svolte dal 17 al 23 giugno 2024, presso il Centro Sportivo Milan Gale Muškatirović di Belgrado.

## Regolamento
In totale sono in programma 43 gare di nuoto, suddivise in 34 competizioni individuali e 9 staffette. È prevista una fase eliminatoria a cui seguiranno le semifinali e la finale per l'assegnazione delle medaglie, ad eccezione dei 400m, 800m, 1500m stile libero e dei 400m misti che non prevedono lo svolgimento di alcuna semifinale. I migliori 16 classificati nelle batterie avanzano alle semifinali, le quali determinano gli 8 atleti che hanno accesso alla finale. Nei casi in cui non è previsto lo svolgimento delle semifinali saranno le eliminatorie a decretare direttamente gli 8 finalisti. Le eliminatorie si svolgono al mattino, mentre nel pomeriggio avranno luogo le semifinali e la finale.

## Partecipanti
La nazionale italiana non ha preso parte alla competizione.  I tecnici federali italiani, infatti, in vista della preparazione per i Giochi olimpici, hanno preferito partecipare al Trofeo Settecolli, calendarizzato nello stesso periodo. La stessa scelta è stata condivisa dalla nazionale francese e olandese oltre che da molti atleti di rilievo, tra cui il britannico Adam Peaty, la svedese Sarah Sjöström, la lituana Rūta Meilutytė, il tedesco Florian Wellbrock e l’irlandese Daniel Wiffen.

## Podi

### Uomini
| Evento | Oro                                                                                      | Tempo    | Argento | Tempo    | Bronzo | Tempo    |
| Stile libero |                                                                                          |          | |          | |          |
| 50 m (dettagli) | Kristián Goloméev                                                                        | 21"72    | Stergios-Marios Bilas                                                                                                 | 21"73    | Vladyslav Bukhov | 21"85    |
| 100 m (dettagli) | David Popovici                                                                           | 46"88    | Nándor Németh | 47"49    | Andrej Barna | 47"66    |
| 200 m (dettagli) | David Popovici                                                                           | 1'43"13  | Danas Rapšys | 1'45"65  | Antonio Djakovic | 1'46"32  |
| 400 m (dettagli) | Felix Auböck                                                                             | 3'43"24  | Dimitrios Markos | 3'47"44  | Antonio Djakovic | 3'47"62  |
| 800 m (dettagli) | Mychajlo Romančuk                                                                        | 7'46"20  | Dimitrios Markos | 7'48"59  | Zalán Sárkány | 7'49"29  |
| 1500 m (dettagli) | Kuzey Tunçelli                                                                           | 14'55"64 | Mychajlo Romančuk | 15'00"99 | Zalán Sárkány | 15'06"67 |
| Dorso |                                                                                          |          | |          | |          |
| 50 m (dettagli) | Apostolos Christou                                                                       | 24"39    | Ksawery Masiuk | 24"63    | Evangelos Makrygiannis | 24"74    |
| 100 m (dettagli) | Apostolos Christou                                                                       | 52"23    | Evangelos Makrygiannis                                                                                                | 52"83    | Ksawery Masiuk | 53"56    |
| 200 m (dettagli) | Oleksandr Zheltyakov                                                                     | 1'55"39  | Apostolos Siskos | 1'55"42  | Roman Mityukov | 1'55"75  |
| Rana |                                                                                          |          | |          | |          |
| 50 m (dettagli) | Hüseyin Emre Sakçı                                                                       | 26"92    | Noel de Geus | 26"93    | Kristian Pitshugin | 27"02    |
| 100 m (dettagli) | Melvin Imoudu                                                                            | 58"84    | Berkay Öğretir | 59"23    | Andrius Sidlauskas | 59"27    |
| 200 m (dettagli) | Lyubomir Epitropov Erik Persson                                                          | 2'09"45  | non assegnata |          | Jan Kałusowski | 2'10"20  |
| Farfalla |                                                                                          |          | |          | |          |
| 50 m (dettagli) | Stergios-Marios Bilas                                                                    | 23"15    | Simon Bucher | 23"19    | Daniel Gracik | 23"26    |
| 100 m (dettagli) | Kristóf Milák                                                                            | 50"82    | Hubert Kós | 50"96    | Jakub Majerski | 50"98    |
| 200 m (dettagli) | Kristóf Milák                                                                            | 1'54"43  | Krzysztof Chmielewski                                                                                                 | 1'54"78  | Michal Chmielewski | 1'55"51  |
| Misti |                                                                                          |          | |          | |          |
| 200 m (dettagli) | Hubert Kós                                                                               | 1'57"21  | Ron Polonsky | 1'57"36  | Berke Saka | 1'58"62  |
| 400 m (dettagli) | Apostolos Papastamos                                                                     | 4'10"83  | Balázs Holló | 4'11"51  | Gábor Zombori | 4'11"70  |
| Staffette |                                                                                          |          | |          | |          |
| 4x100 m stile libero (dettagli) | Serbia Velimir Stjepanović Nikola Aćin Justin Cvetkov Andrej Barna                       | 3'12"90  | Polonia Mateusz Chowaniec Dominik Dudys Ksawery Masiuk Kamil Sieradzki Bartosz Piszczorowicz Paweł Korzeniowski       | 3'13"25  | Grecia Apostolos Christou Stergios-Marios Bilas Kristian Gkolomeev Andreas Vazaios Odysseus Meladinis Eyaggelos Makrygiannis | 3'13"73  |
| 4x200 m stile libero (dettagli) | Lituania Tomas Navikonis Tomas Lukminas Kristupas Trepočka Danas Rapšys Rokas Jazdauskas | 7'08"04  | Ungheria Nándor Németh Balázs Holló Richárd Márton Hubert Kós Attila Kovács Boldizsár Magda                           | 7'09"59  | Grecia Dimitrios Markos Konstantinos Englezakis Kōnstantínos Stamou Andreas Vazaios                                          | 7'09"73  |
| 4x100 m misti (dettagli) | Austria Bernhard Reitshammer Valentin Bayer Simon Bucher Heiko Gigler                    | 3'33"41  | Polonia Ksawery Masiuk Jan Kalusowski Jakub Majerski Kamil Sieradzki Kacper Stokowski Adrian Jaskiewicz Dominik Dudys | 3'33"44  | Ucraina Oleksandr Zheltyakov Volodymyr Lisovets Arsenii Kovalov Illia Linnyk                                                 | 3'33"50  |
| record mondiale; record mondiale stagionale; record europeo; record europeo stagionale; record dei campionati; record nazionale; record personale; record personale stagionale. |                                                                                          |          | |          | |          |

### Donne
| Evento | Oro | Tempo    | Argento                                                                                           | Tempo    | Bronzo                                                                                                   | Tempo    |
| Stile libero | |          |                                                                                                   |          | |          |
| 50 m (dettagli) | Petra Senánszky | 24"56    | Theodora Drakou                                                                                   | 24"59    | Julie Kepp Jensen                                                                                        | 24"79    |
| 100 m (dettagli) | Barbora Seemanová | 53"50    | Barbora Janíčková                                                                                 | 54"17    | Nikolett Pádár                                                                                           | 54"22    |
| 200 m (dettagli) | Barbora Seemanová | 1'55"37  | Lilla Minna Ábrahám                                                                               | 1'57"22  | Nicole Maier                                                                                             | 1'57"36  |
| 400 m (dettagli) | Ajna Kesely | 4'06"56  | Barbora Seemanová                                                                                 | 4'06"72  | Francisca Martins                                                                                        | 4'10"94  |
| 800 m (dettagli) | Ajna Kesely | 8'29"96  | Fleur Lewis                                                                                       | 8'33"54  | Deniz Ertan                                                                                              | 8'34"31  |
| 1500 m (dettagli) | Vivien Jackl | 16'06"37 | Celine Rieder                                                                                     | 15'15"98 | Fleur Lewis                                                                                              | 16'17"53 |
| Dorso | |          |                                                                                                   |          | |          |
| 50 m (dettagli) | Danielle Hill | 27"73    | Theodōra Drakou                                                                                   | 27"87    | Adela Piskorska                                                                                          | 28"00    |
| 100 m (dettagli) | Adela Piskorska | 59"79    | Danielle Hill                                                                                     | 1'00"19  | Roos Vanotterdijk                                                                                        | 1'00"58  |
| 200 m (dettagli) | Camila Rodrigues Rebelo | 2'08"95  | Dóra Molnár                                                                                       | 2'09"02  | Eszter Szabó-Feltóthy                                                                                    | 2'09"21  |
| Rana | |          |                                                                                                   |          | |          |
| 50 m (dettagli) | Dominika Sztandera | 30"55    | Veera Kivirinta                                                                                   | 30"64    | Olivia Klint Ipsa                                                                                        | 30"90    |
| 100 m (dettagli) | Eneli Jefimova | 1'06"41  | Lisa Mamié                                                                                        | 1'07"15  | Olivia Klint Ipsa                                                                                        | 1'07"73  |
| 200 m (dettagli) | Kristýna Horská | 2'23"60  | Clara Rybak-Andersen                                                                              | 2'25"20  | Lisa Mamié                                                                                               | 2'26"10  |
| Farfalla | |          |                                                                                                   |          | |          |
| 50 m (dettagli) | Sara Junevik | 25"68    | Roos Vanotterdijk                                                                                 | 26"08    | Anna Ntountounaki                                                                                        | 26"18    |
| 100 m (dettagli) | Roos Vanotterdijk | 57"47    | Georgia Damasioti                                                                                 | 57"74    | Sara Junevik                                                                                             | 58"06    |
| 200 m (dettagli) | Helena Rosendahl Bach | 2'07"88  | Lana Pudar                                                                                        | 2'08"15  | Boglárka Kapás                                                                                           | 2'08"22  |
| Misti | |          |                                                                                                   |          | |          |
| 200 m (dettagli) | Anastasia Gorbenko | 2'09"75  | Lea Polonsky                                                                                      | 2'11"18  | Barbora Seemanová                                                                                        | 2'11"48  |
| 400 m (dettagli) | Anastasia Gorbenko | 4'36"05  | Vivien Jackl                                                                                      | 4'38"96  | Zsuzsanna Jakabos                                                                                        | 4'40"24  |
| Staffette | |          |                                                                                                   |          | |          |
| 4x100 m stile libero (dettagli) | Ungheria Petra Senánszky Lilla Minna Ábrahám Panna Ugrai Nikolett Pádár Dóra Molnár                                           | 3'36"77  | Danimarca Elisabeth Sabroe Ebbesen Signe Bro Julie Kepp Jensen Schastine Tabor Karoline Sørensen  | 3'38"48  | Polonia Kornelia Fiedkiewicz Zuzanna Famulok Wiktoria Gusc Aleksandra Polanska Julia Maik                | 3'41"01  |
| 4x200 m stile libero (dettagli) | Israele Anastasia Gorbenko Daria Golovaty Ayla Spitz Lea Polonsky Andrea Murez                                                | 7'51"83  | Ungheria Lilla Minna Ábrahám Ajna Késely Dóra Molnár Nikolett Pádár Zsuzsanna Jakabos Panna Ugrai | 7'52"92  | Turchia Gizem Guvenc Ela Naz Özdemir Ecem Dönmez Zehra Durup Bilgin                                      | 8'01"51  |
| 4x100 m misti (dettagli) | Polonia Adela Piskorska Dominika Sztandera Paulina Peda Kornelia Fiedkiewicz Laura Bernat Wiktoria Piotrowska Zuzanna Famulok | 3'58"71  | Ungheria Lora Komoróczy Eszter Békési Panna Ugrai Nikolett Pádár Lilla Minna Ábrahám              | 4'01"50  | Danimarca Schastine Tabor Clara Rybak-Andersen Helena Rosendahl Bach Julie Kepp Jensen Elisabeth Ebbesen | 4'02"03  |
| record mondiale; record mondiale stagionale; record europeo; record europeo stagionale; record dei campionati; record nazionale; record personale; record personale stagionale. | |          |                                                                                                   |          | |          |

### Mista
| Evento | Oro | Tempo   | Argento | Tempo   | Bronzo                                                                                                | Tempo   |
| Staffette | |         | |         | |         |
| 4x100 m stile libero (dettagli) | Ungheria Hubert Kós Szebasztián Szabó Panna Ugrai Nikolett Pádár Bence Szabados Boldizsár Magda Lilla Minna Ábrahám Alexey Glivinskiy | 3'25"69 | Polonia Mateusz Chowaniec Kamil Sieradzki Zuzanna Famulok Kornelia Fiedkiewicz Bartosz Piszczorowicz Dominik Dudys Wiktoria Gusc Aleksandra Polańska | 3'26"53 | Germania Martin Wrede Peter Varjasi Nicole Maier Nina Jazy Ole Mats Eidam Maya Werner Leonie Kullmann | 3'27"01 |
| 4x200 m stile libero (dettagli) | Ungheria Richárd Márton Balázs Holló Lilla Minna Ábrahám Nikolett Pádár Attila Kovács Boldizsár Magda Dóra Molnár                     | 7'30"11 | Polonia Bartosz Piszczorowicz Kamil Sieradzki Wiktoria Gusc Zuzanna Famulok Dominik Dudys Wiktoria Gusc Aleksandra Knop                              | 7'35"08 | Germania Danny Schmidt Philipp Peschke Nicole Maier Leonie Kullmann Jarno Bäschnitt                   | 7'35"56 |
| 4x100 m misti (dettagli) | Israele Anastasia Gorbenko Ron Polonsky Gal Cohen Groumi Andrea Murez Ayla Spitz Jonathan Itzhaki Ariel Hayon Alexey Glivinskiy       | 3'45"74 | Germania Maya Werner Melvin Imoudu Luca Nik Armbruster Nina Jazy Noel De Geus Bjorn Kammann                                                          | 3'48"12 | Ungheria Hubert Kós Eszter Békési Richárd Márton Petra Senánszky Adam Jaszo                           | 3'48"79 |
| record mondiale; record mondiale stagionale; record europeo; record europeo stagionale; record dei campionati; record nazionale; record personale; record personale stagionale. | |         | |         | |         |

## Medagliere
Nazione ospitante 
| Posiz. | Nazione              | Oro | Argento | Bronzo | Totale |
| ------ | -------------------- | --- | ------- | ------ | ------ |
| 1      | Ungheria             | 10  | 9       | 8      | 27     |
| 2      | Grecia               | 5   | 8       | 4      | 17     |
| 3      | Israele              | 4   | 2       | 1      | 7      |
| 4      | Polonia              | 3   | 6       | 6      | 15     |
| 5      | Rep. Ceca            | 3   | 2       | 2      | 7      |
| 6      | Turchia              | 2   | 1       | 3      | 6      |
| 7      | Ucraina              | 2   | 1       | 2      | 5      |
| 8      | Austria              | 2   | 1       | 0      | 3      |
| 9      | Svezia               | 2   | 0       | 3      | 5      |
| 10     | Romania              | 2   | 0       | 0      | 2      |
| 11     | Germania             | 1   | 3       | 3      | 7      |
| 12     | Danimarca            | 1   | 2       | 2      | 5      |
| 13     | Belgio               | 1   | 1       | 1      | 3      |
| 13     | Lituania             | 1   | 1       | 1      | 3      |
| 15     | Irlanda              | 1   | 1       | 0      | 2      |
| 16     | Portogallo           | 1   | 0       | 1      | 2      |
| 16     | Serbia               | 1   | 0       | 1      | 2      |
| 18     | Bulgaria             | 1   | 0       | 0      | 1      |
| 18     | Estonia              | 1   | 0       | 0      | 1      |
| 20     | Svizzera             | 0   | 1       | 4      | 5      |
| 21     | Gran Bretagna        | 0   | 1       | 1      | 2      |
| 22     | Bosnia ed Erzegovina | 0   | 1       | 0      | 1      |
| 22     | Finlandia            | 0   | 1       | 0      | 1      |
| Totale | Totale               | 44  | 42      | 43     | 129    |